# 上海工業銀行大樓
上海工業銀行大樓是上海市的一座歷史建築，位於四川中路420號，樓高五層。該建築一層現在由中國郵政儲蓄銀行使用。上海工業銀行大樓被列入上海市第五批優秀歷史建築名單。